# Carattere (psicologia)
Il termine carattere è utilizzato in ambito psicologico per descrivere le motivazioni del comportamento e i tratti di personalità che rendono ogni persona un preciso individuo diverso da un altro.

## Descrizione
Quindi con il termine "carattere" si intende quel 
(Fabio Metelli. Introduzione alla caratterologia moderna. Padova, Editrice Libraria Siciliana, 1951, pag. 11)
ovvero quella 
(Umberto Galimberti. Carattere, in Psicologia. Milano, Garzanti, 1999, pag. 170)
 Secondo alcuni psicologi, il termine "Carattere" deve essere riferito al risultato delle interazioni ambientali e ai comportamenti prevalentemente appresi durante la vita dell'individuo. A questo modo si differenzia dal termine "Temperamento" che indica invece prevalentemente i tratti genetici di una persona e che quindi, in quanto tali, sono difficilmente o per niente modificabili. Questa interpretazione è divenuta sempre più importante nella disputa tra "Cognitivisti" e "Neuroscienziati", sulla struttura della personalità umana e giunge ad avere delle implicazioni etiche e politiche riguardo alla possibilità di migliorare il comportamento del singolo o di intere società, come nelle teorie economico-politiche di Karl Marx o di Adam Smith.
Il settore della psicologia che studia il "carattere" è indicato come caratterologia.
A questo termine, tuttavia, molti psicologi, soprattutto statunitensi, hanno preferito quello di personalità in quanto ciò eviterebbe valutazioni di ordine morale.
Infatti
(Umberto Galimberti. Op.cit., pag.170)
Ma Enrico Cattonaro rileva comunque un differente contesto di significato tra il termine "carattere" e quello di "personalità":
(Enrico Cattonaro. Enciclopedia filosofica vol.3. Milano, Bompiani, 2006, pag. 1636)

## Storia e significati del termine "carattere" in ambito psicologico

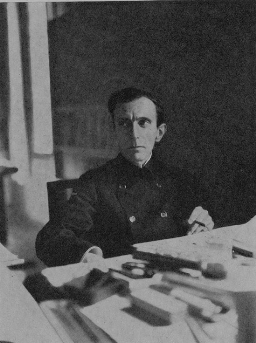
Vittorio Benussi (1878-1927), psicologo italiano, in Zur Psychologie des Gestalterfassen (Die Müller-Lyersche Figur) (1905) fu tra i primi studiosi a catalogare le differenze individuali all'interno di differenti "caratteri".

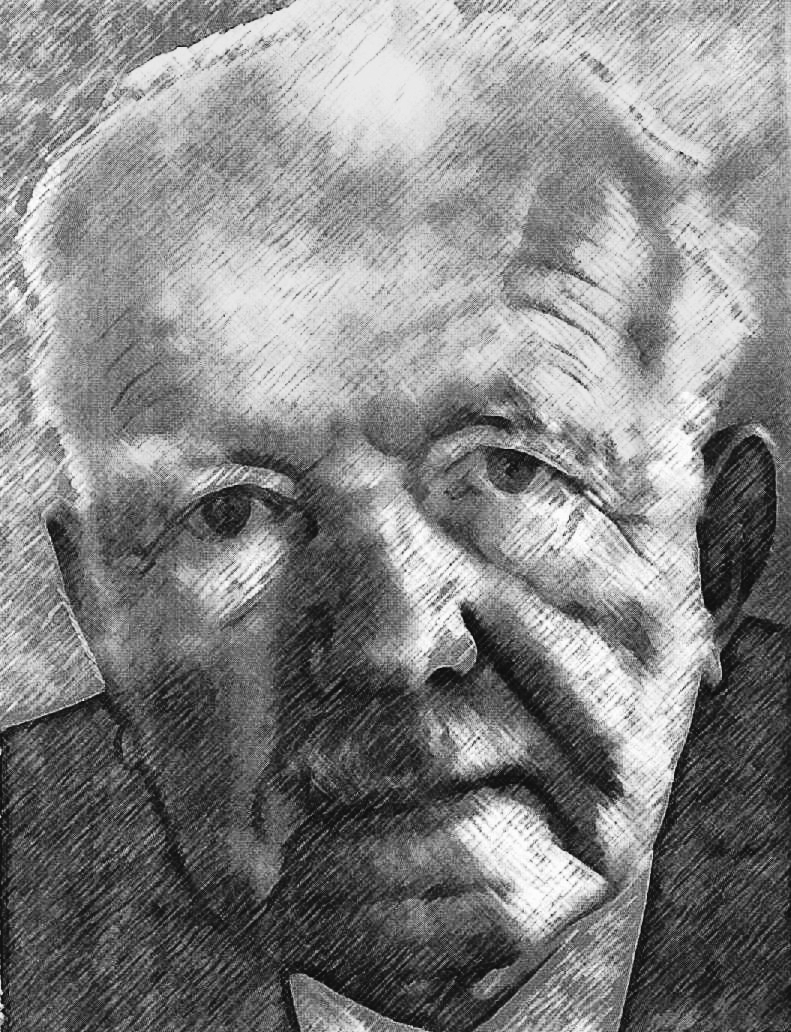
Lo psicologo tedesco Eduard Spranger (1882-1963) che, in Lebensformen (1921), operò una classificazione dei "caratteri" che fu alla base del test Values scales messo a punto dallo psicologo statunitense Gordon Willard Allport (1897-1967).

La nozione di "carattere" origina prevalentemente dagli studi di psicologi europei, in particolar modo tedeschi, che seguirono il corso delle scienze umane fondate nel XIX secolo sull'opera di autori come  Wilhelm Dilthey (1833-1911).
Tenendo presente che, come ricorda Umberto Galimberti, 
(Umberto Galimberti. Op.cit., pag. 170)
Una delle prime nozioni del termine la si riscontra nell'opera Zur Psychologie des Gestalterfassen (Die Müller-Lyersche Figur) (1905) dello psicologo italiano Vittorio Benussi (1878-1927). Tale nozione occorreva a distinguere dei differenti "caratteri" indicati come "globali", "misti" e "analitici". Tale classificazione, poi sviluppatasi grazie ai contributi di autori come Walter Ehrenstein (1899−1961) o B. J. Cymbalistyj, identificava nei "globali" coloro che tendevano alla sintesi, a preferire le parti strutturali di una immagine, alle vedute ampie, all'approccio teorico, questi individui "globali" risultavano più facili a subire le illusioni percettive; negli "analitici" coloro che tendevano alla divisione, alla frammentazione del "tutto", a preferire i particolari, costoro erano meno propensi a subire le illusioni percettive; un terzo tipo, detto "misto", corrispondeva invece ad un quadro intermedio rispetto ai due precedenti.
Ludwig Klages (1872-1956), in Prinzipien der Charakterologie (1910, nel 1926 come Die Grundlagen der Charakterkunde) utilizzò il termine per differenziare i "caratteri" guidati dagli "istinti" da quelli governati dagli "interessi" ovvero, in quest'ultimo caso, da coloro che possedevano un "Io" più evoluto.
Carl Gustav Jung (1875-1961), in Contribution à l'études des types psycholgiques (1913) e in Psychologischen Typen (1921, in italiano Tipi psicologici), classificò alcuni tipi di carattere, classificazione poi ripresa e sistematizzata dallo psicologo anglo-tedesco Hans Jürgen Eysenck (1916-1997) in The Scientific Study of the Personality (1946) e in The Structure of Human Personality (1970). Da questi studi risulterebbero tre tipi di "carattere":
- soggetti con carattere "estroverso", dove le preferenze vanno per il mondo esterno, il gruppo sociale, il partner attuale o potenziale, l'impegno politico e l'affermazione personale immediata, le preferenze vanno per i colori caldi e per il colore rispetto alla forma;
- soggetti con carattere "introverso", dove si predilige il mondo interiore, quello dei simboli, delle impressioni personali, delle immaginazioni fantastiche, cautela nei rapporti sociali dove risultano alcune inibizioni, l'affermazione personale è ricercata sulla lunga scadenza, le preferenze vanno sulle tonalità fredde e per la forma rispetto al colore;
- soggetti col carattere "ambiverso" dove sono presenti caratteristiche opposte o intermedie rispetto ai due precedenti.

Frédéric Paulhan (1856-1931), in Les caractères (1914), identifica il "carattere" di una persona in base a ciò che fa di questo una persona e non un'altra, quindi la sua particolare natura mentale.
Eduard Spranger (1882-1963), in Lebensformen (1921) ritenne di individuare alcuni "caratteri" denominati come "estetico", "sociale", "politico", "economico" e "religioso" che risulterebbero a fondamento delle differenze individuali. Dalla classificazione di Sprangler originò, negli anni a cavallo del II Conflitto mondiale, il reattivo di Gordon Willard Allport scala dei valori (Values scales).
Ernst Kretschmer (1888-1964), in Körperbau und Charakter (1924), tenendo conto della costituzione corporea distinse il carattere "ciclotimico", caratterizzato dalla socievolezza, dalla euforia o dalla depressione, e correlato alla costituzione picnica; il carattere "schizotimico", rigido nei rapporti interpersonali, con tendenze autistiche e correlato alla costituzione leptosomica; a cui, in un'opera successiva aggiunse il carattere "atletico", contraddistinto da calma emotiva alternata ad esplosioni emotive e da tenacia, e correlato alla costituzione atletica.
Philipp Lersch (1898-1972), in Der Aufbau des Charakters (1938), descrive il "carattere" come l'insieme dinamico delle sue disposizioni persistenti che ne costituiscono l'impronta individuale.
Albert Burloud (1888-1954), in Le Caractère (1942), intende il "carattere" l'aspetto dell'individuo che ne "singolarizza" la personalità.
René Le Senne (1882-1954), in  Traité de caractérologie (1945), differenziò invece i lemmi di "carattere" e "personalità", indicando come "carattere" l'insieme delle disposizioni congenite radicate in un individuo, mentre "personalità" rappresenterebbe il "carattere" unito ai particolari automatismi acquisiti nel corso della sua vita.
Emmanuel Mounier (1905-1950), in Traité du caractère (1946),
Heinz Remplein (1914-), in Psychologie der Persönlichkeit (1954) rifacendosi all'opera di Klages, individuò un carattere "forte" con un forte senso di Sé e una permanente convinzione nelle proprie opinioni e un carattere "debole"  con un Sé inadeguato e labile nelle proprie convinzioni.
Solomon Eliot Asch (1907-1996) in Studies of independence and submission to group pressure: I. A minority of one against an unanimous majority (1956) individuò due tipi di "carattere", quello "influenzabile" dalle opinioni o pressioni degli altri e quello "indipendente" che utilizza differenti strategie per essere indipendente dalle pressioni di una maggioranza, di un leader o di un  partner, quest'ultimo "carattere" conserva una maggiore fiducia in sé stesso.
Wilhelm Reich (1897-1957) evidenzia che le resistenze caratteriali dei suoi pazienti si distinguevano per il modo specifico di agire e reagire  nei trattamenti analitici e non per i contenuti. Il carattere traspare nel modo di essere specifico di una persona, si rivela un meccanismo di protezione compatto come un'armatura, che protegge il soggetto dagli stimoli che provengono dal mondo esterno e interno: esso esercita una "economia psicologica funzionale". La conseguenza di questi dati è la teorizzazione della prima caratterologia reichiana in Analisi del Carattere (1933).